# 娜迪亞·波多偌斯卡
娜迪亞·波多偌斯卡（西班牙語：Nadia Podoroska，1997年2月10日—）是阿根廷职业网球女运动员，2016年轉職業。她的生涯最高WTA單打排名為第36（2021年10月18日）。生涯最高WTA雙打排名則為第111（2017年10月23日）。

## 外部連結
- 娜迪亞·波多偌斯卡的国际女子网球协会官方資料（英文）
- 娜迪亞·波多偌斯卡的國際網球總會 職業／青少年 官方資料（英文）
- Fed Cup - Player profile - Nadia Podoroska (ARG) （页面存档备份，存于）